# Binghamton (New York, nagyváros)
Binghamton nagyváros (city) az USA New York államában, Broome megyében, melynek megyeszékhelye. Lakosainak száma 47 969 fő (2020. április 1.).

## Népesség
A település népességének változása:

| 2010 | 47 376 |
| 2020 | 47 969 |